# Walter Volpert
Walter Volpert (* 27. August 1942 in München) ist ein deutscher Psychologe und emeritierter Arbeitswissenschaftler an der TU Berlin. Volpert ist vor allem als kritischer Beurteiler der Arbeitsbedingungen in Deutschland und durch seine Beiträge zur Handlungsregulationstheorie bekannt geworden.

## Leben und Wirken
Walter Volpert studierte Psychologie in München und Berlin. Er trat in den Sozialdemokratischen Hochschulbund, SHB, ein und wurde mit 21 Jahren zum Bundesvorsitzenden gewählt. Für ein Jahr politischer Arbeit in Bonn unterbrach er nach der Diplom-Vorprüfung 1964 sein Studium. Später wechselte er zum Sozialistischen Deutschen Studentenbund, SDS.
Volpert promovierte 1969 in Berlin. Ab 1975 war er Professor an der Technischen Universität Berlin. Er leitete dort das Fachgebiet Arbeitspsychologie und Arbeitspädagogik an der Fakultät für Elektrotechnik und Informatik. Seit September 2007 ist er Emeritus.
Volperts Interesse gilt vor allem den Arbeitsbedingungen und ihren Auswirkungen. Die historische Entwicklung der Arbeitspsychologie hat Volpert in vielen Arbeiten kritisch beleuchtet. Die von Winfried Hacker zuerst dargestellte Handlungsregulationstheorie erhielt von Volpert entscheidende Impulse. Das von ihm mitentwickelte Verfahren zur Ermittlung von Regulationserfordernissen in der Arbeitstätigkeit (VERA) ist eine Anwendung der Handlungsregulationstheorie auf die Analyse von Arbeitstätigkeiten. Walter Volpert war auch im Bereich der Ausbildung zur Arbeit an Computerarbeitsplätzen und der Gestaltung von Computerarbeitsplätzen theoretisch tätig.

## Schriften (Auswahl)
- Sensumotorisches Lernen: zur Theorie des Trainings in Industrie und Sport. Limpert, Frankfurt am Main 1971; in der 4. Auflage bei: Fachbuchhandlung für Psychologie, Frankfurt am Main 1983, ISBN 3-88074-222-7.
- mit Peter Groskurth: Lohnarbeitspsychologie. Berufliche Sozialisation – Emanzipation zur Anpassung. Fischer, Frankfurt am Main 1975, ISBN 3-436-02151-2.
- Zauberlehrlinge. Die gefährliche Liebe zum Computer. Beltz, Weinheim 1985, ISBN 3-407-85054-9.